# Sasso di Sesto
Il Sasso di Sesto (Sextenstein in tedesco) è una piccola cima nel Parco Naturale Tre Cime, nel territorio del comune di Dobbiaco in Alto Adige.

## Storia
Per quanto la sua altezza sia poco rilevante (2539 m), su questa cima si sono svolte importanti attività durante la prima guerra mondiale. In particolare su questa piccola cima erano asserragliati gli italiani che erano contrastati dalle truppe austro-ungariche in cima alla vicina Torre di Toblin, su cui avevano addirittura issato un mortaio.
Alla base meridionale del cima, ovvero accanto all'attuale rifugio Locatelli-Innerkofler, si possono ancora vedere tutti i vari cunicoli che sono stati scavati dalle truppe italiane per potersi riparare dal tiro dei nemici.
La punta della cima risulta ad oggi crivellata dai colpi di mortaio sparati dagli austro-ungarici durante il conflitto.

### Gli scontri
Dopo diversi tentativi di avanzata delle truppe italiane, molti furono i tentativi per sfondare da entrambe le parti. Gli italiani tentarono una prima avanzata nell'agosto 1915, quando però si arrestarono sul Sasso di Sesto.

#### Scontri del 30 ottobre 1915
Ai primi di settembre 1915, i Landesschützen vennero sostituiti dalle truppe del tenente colonnello Von Paumgarten, con l'ausilio di 1 batteria da campagna, 2 cannoni da montagna, 2 obici e 2 plotoni dotati di mitragliatrici.
A contrastare tali forze, vi erano fin dal 9 settembre i bersaglieri dell'8° appostati sul Sasso di Sesto.
Il 3 ottobre, il comando venne preso dal capitano Burger, che elaborò un nuovo piano d'attacco. Infatti il 30 ottobre, verso l'una di notte, una prima colonna si scontrò con le truppe italiane a sud della cima, cercando di distogliere l'attenzione del nemico dalla vetta, da dove volevano penetrare le truppe austriache al comando del sottotenente Hirsch. Il tutto però fallì dopo che l'artiglieria italiana iniziò a prendere di mira il Sasso; il giorno seguente verso le 13, i bersaglieri tornarono alle loro trincee.
Un nuovo attacco fu deciso per il giorno seguente; il 1º novembre le truppe austro-ungariche riuscirono a conquistare la vetta del Sasso di Sesto e a piazzare alcune cariche esplosive. Gli italiani riuscirono a respingere il tentativo di sabotaggio, ricacciando indietro il nemico e involontariamente fecero sì che non avvenisse alcun contatto per lo scoppio delle cariche. Questo fu l'ultimo tentativo nel 1915 di conquistare questa cima, dato che il tempo andava sempre più peggiorando.

#### Scontri dell'aprile 1917
Nel marzo 1917 la III compagnia degli Standschützen di stanza a Innsbruck, appena arrivata a sostituire le truppe precedenti, decise di conquistare la cima del Sasso di Sesto, posto poco più a sud della loro posizione, la Torre di Toblin. Iniziarono così a scavare una galleria sotto la coltre di neve che superava i 3 metri di altezza.
L'ordine d'attacco fu dato l'11 aprile 1917, quando l'ultimo diaframma della galleria fu fatto crollare appositamente. L'iniziale avanzata di 50 soldati al comando del tenente Tschamler, sorprese facilmente i primi alpini che furono catturati ancora nel sonno. Ai livelli inferiori delle gallerie italiane vi fu il tempo di allarmarsi e fu così che iniziò uno scontro all'arma bianca e lanci di bombe a mano. In poco meno di un'ora e mezza, poco prima della mezzanotte le truppe austro-ungariche, anche grazie al numero superiore, conquistarono il Sasso. A tale attacco, partecipò anche il soldato-donna Viktoria Savs, che fu poi ferita ad una gamba il 27 maggio.
Gli italiani, dalle prime luci dell'alba iniziarono un duro contrattacco, che anche grazie all'uso di mitragliatrici, costrinse le truppe nemiche a tornare verso la sommità della cima. Nonostante ciò, gli scontri, sempre più cruenti durarono fino alle ore 13, quando il comando austriaco decise per una saggia ritirata.

## Accesso
La cima è facilmente raggiungibile dal vicino rifugio Locatelli-Innerkofler, seguendo il sentiero che conduce alla Torre di Toblin, basta seguire le facili tracce che dopo po' tendono verso sud.
Anche durante la stagione invernale, quando tutto l'altipiano attorno risulta innevato, il Sasso di Sesto rimane una facile meta per gli sciatori o per gli escursionisti con le ciaspole.